# Synothele boongaree
Espèce
Synothele boongaree est une espèce d'araignées mygalomorphes de la famille des Barychelidae.

## Distribution
Cette espèce est endémique du Kimberley en Australie-Occidentale,. Elle se rencontre sur l'île Boongaree.

## Description
Le mâle holotype mesure 15 mm

## Étymologie
Son nom d'espèce lui a été donné en référence au lieu de sa découverte, l'île Boongaree.

## Publication originale
- Raven, 1994 : Mygalomorph spiders of the Barychelidae in Australia and the Western Pacific. Memoirs of the Queensland Museum, vol. 35, no 2, p. 291-706 (texte intégral).